# Jan-Carlo Simić
Jan-Carlo Simić (en serbio: Јан-Карло Симић, romanizado: Jan-Karlo Simić, Nürtingen, Alemania, 2 de mayo de 2005) es un futbolista profesional serbio que juega como defensa en el R. S. C. Anderlecht de la Primera División de Bélgica. Nacido en Alemania, representa a Serbia a nivel internacional.

## Inicios
Simić nació en Nürtingen, Alemania, de madre serbia y padre serbio de Bosnia.

## Trayectoria
Simić comenzó su carrera juvenil en el S. V. Hegnach, luego pasó al Stuttgarter Kickers en 2016 y al rival local VfB Stuttgart en 2018.
En 2022, Simić fue fichado por el club italiano A. C. Milan por una tarifa de 1 millón de euros, uniéndose al equipo Primavera sub-19. Durante la temporada 2023-24 empezó a aparecer en el primer equipo, jugando algunos partidos amistosos de verano, incluidos los contra Real Madrid y Juventus.
El 18 de diciembre de 2023, Simić, en su debut en la Serie A con los rossoneri, marcó un gol tras sustituir al lesionado Tommaso Pobega en el minuto 24, contribuyendo a la victoria por 3-0 contra Monza.

## Selección nacional
A pesar de haber nacido en Alemania, Simić optó por representar a Serbia a nivel internacional, formando parte del plantel que disputó el Campeonato de Europa Sub-17 de la UEFA de 2022.

## Estadísticas

### Clubes
Actualizado al último partido disputado el 11 de enero de 2024.
| Club                 | Div.          | Temporada     | Liga  | Liga  | Liga   | Copas nacionales | Copas nacionales | Copas nacionales | Copas internacionales | Copas internacionales | Copas internacionales | Total | Total | Total  |
| Club                 | Div.          | Temporada     | Part. | Goles | Asist. | Part.            | Goles            | Asist.           | Part.                 | Goles                 | Asist.                | Part. | Goles | Asist. |
| -------------------- | ------------- | ------------- | ----- | ----- | ------ | ---------------- | ---------------- | ---------------- | --------------------- | --------------------- | --------------------- | ----- | ----- | ------ |
| A. C. Milan · Italia | 1.ª           | 2023-24       | 4     | 1     | 0      | 2                | 0                | 0                | 0                     | 0                     | 0                     | 6     | 1     | 0      |
| A. C. Milan · Italia | Total club    | Total club    | 4     | 1     | 0      | 2                | 0                | 0                | 0                     | 0                     | 0                     | 6     | 1     | 0      |
| Total carrera        | Total carrera | Total carrera | 4     | 1     | 0      | 2                | 0                | 0                | 0                     | 0                     | 0                     | 6     | 1     | 0      |